# Antena de Oro 2015
La XLIII edició dels premis Antena de Oro 2015 es va celebrar el 14 de novembre de 2015 al Gran Casino d'Aranjuez. La llista de guardonats fou anunciada el 28 d'octubre de 2015.

## Televisió
- Sergio Martín, director i presentador del programa La noche en 24 horas del Canal 24 Horas.
- María Teresa Campos Luque, presentadora del programa ¡Qué tiempo tan feliz! (Telecinco).
- Isabel Durán, presentadora del programa Más claro agua en 13TV.
- Iker Jiménez Elizari, director i presentador del programa Cuarto milenio del Cuatro.
- Karlos Arguiñano
- Zapeando (laSexta).
- La que se avecina (Telecinco)

## Ràdio
- Ángel Expósito Mora, director i presentador del programa La tarde de la Cadena COPE.
- Carles Francino, director i presentador del programa La Ventana de la Cadena SER.
- Javier Cárdenas Pérez, director i presentador del programa Levántate y Cárdenas d'Europa FM.
- Luis Vicente Muñoz, director general de Capital Radio-

### Cultura
- Luis María Anson Oliart

### Tauromaquia
- Enrique Ponce
- Victorino Martín Andrés
- Joaquín Sabina (un aficionat, no el cantant).[3]

## Gastronomia
- Grupo José Luis

## Política
- Cristina Cifuentes Cuencas

## Trajectòria professional
- Miguel de la Quadra-Salcedo
- Luis del Olmo Marote
- José Ramón Díez
- Manolo Jiménez

## Extraordinària
- Orquesta Sinfónica y Coro de RTVE
- Radio Clásica
- Juan Cerco, director de Comunicació d'Iberia